# Plagiomerus hospes
Plagiomerus hospes är en stekelart som beskrevs av Timberlake 1920. Plagiomerus hospes ingår i släktet Plagiomerus och familjen sköldlussteklar.
Artens utbredningsområde är Bermuda. Inga underarter finns listade i Catalogue of Life.